# Kawasaki Ki-32
Kawasaki Ki-32 byl japonský celokovový jednomotorový dvoumístný lehký bombardovací letoun s pevným kapotovaným podvozkem, užívaný ve druhé světové válce. 

## Vývoj
Práce na Ki-32 byly zahájeny v květnu 1936 jako reakce na požadavek Generálního štábu armádního letectva.
První prototyp vzlétl roku 1937 poháněný vidlicovým dvanáctiválcem Kawasaki Ha-9-II chlazeným kapalinou. Kromě prvního prototypu zařadila firma Kawasaki v průběhu let 1937-1938 do zkušebních testů dalších sedm. V červenci 1938 byla zahájena sériová výroba, která byla ukončena v květnu 1940.

## Nasazení
V průběhu operačního nasazení sloužily Ki-32 v rámci 3., 6., 10., 35., 45., 65 a 75. Sentai letectva japonské císařské armády.
Bojoval ve válce s Čínou i v počátku války v Tichomoří se spojenci. V průběhu války rychle zastaral a byl převážně stažen k výcvikovým útvarům. Spojenci letounu přidělili v roce 1942 kódové označení Mary. V japonské armádě byl označován jako armádní lehký jednomotorový bombardér typ 98.

## Specifikace

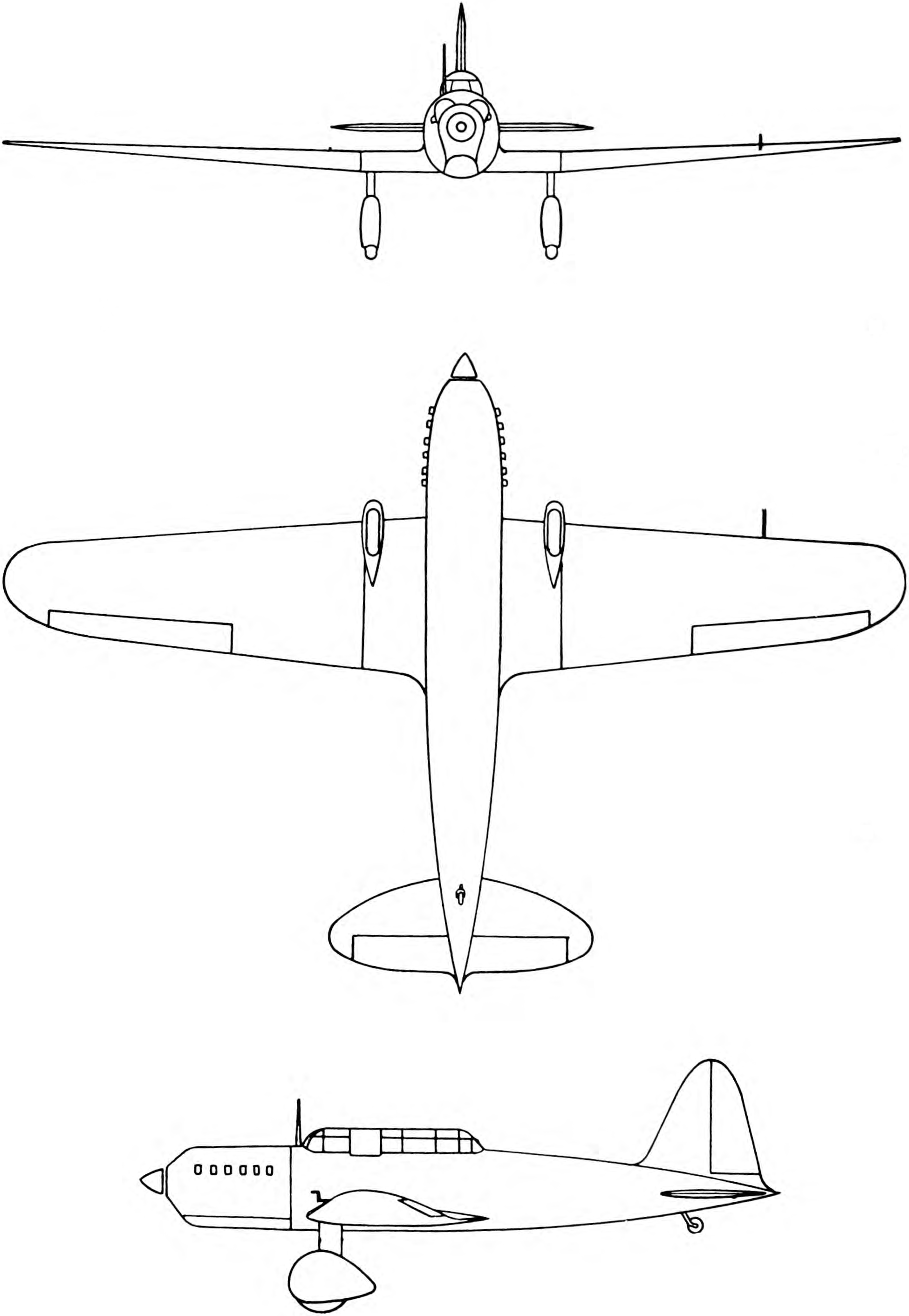
Třípohledový nákres Ki-32

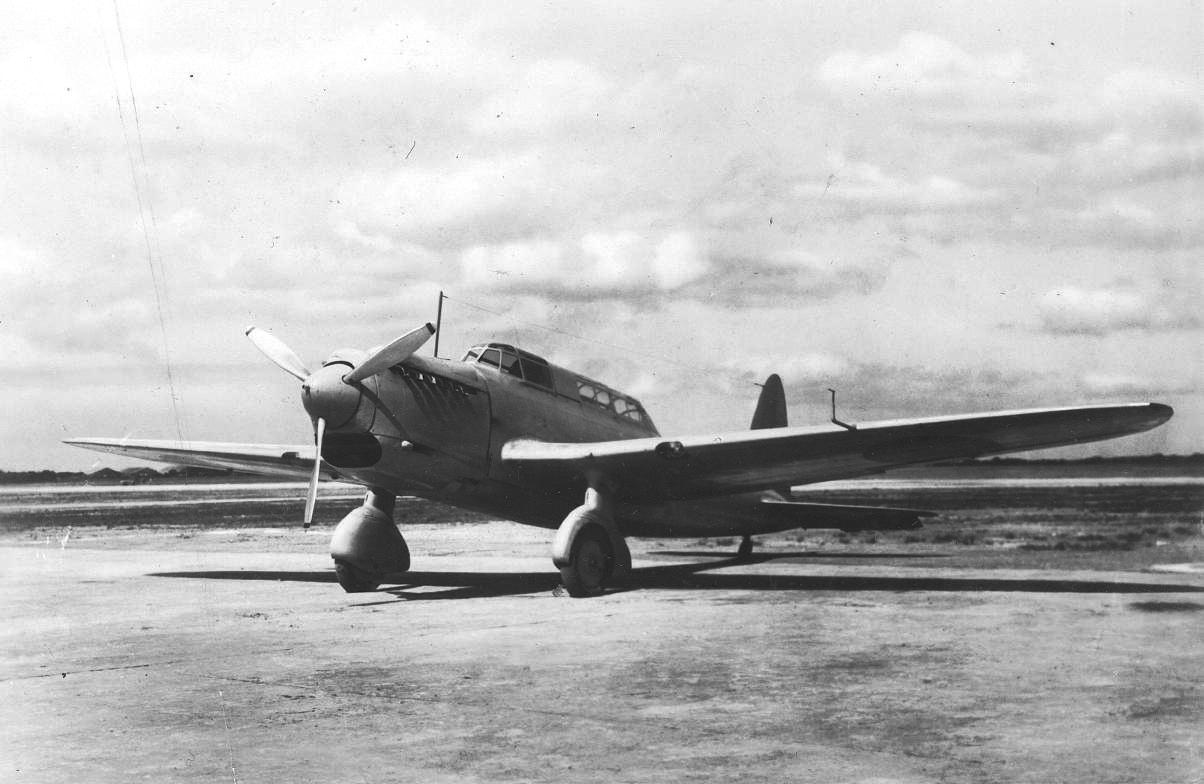
Kawasaki Ki-32

Údaje dle

### Technické údaje
- Posádka: 2
- Délka: 11,64 m
- Rozpětí: 15,00 m
- Výška: 2,90 m
- Plocha křídel: 34,00 m²
- Prázdná hmotnost: 2349 kg
- Vzletová hmotnost: 3540 kg
- Max. vzletová hmotnost : 3762 kg
- Pohonná jednotka: 1 × dvanáctiválcový vidlicový motor Kawasaki Ha-9-IIb
- Výkon pohonné jednotky: 850 k (634 kW)

### Výkony
- Ekonomická cestovní rychlost: 300 km/h
- Maximální rychlost ve výšce 3940 m: 423 km/h
- Dolet: 1220 km
- Dostup: 8200 m
- Stoupavost: 10 m / 55 s (ve výšce do 5000 m)

### Výzbroj
- 2 x kulomet typu 89 ráže 7,7 mm
- 400 kg pum